# Chlorophyceae
Chlorophyceae е един от класовете на отдел Chlorophyta и включва повечето зелени водорасли. В класа влизат както едноклетъчни, така и многоклетъчни видове, които могат да живеят само под вода или в много влажна среда. Chlorophyceae притежават фотосинтетични пигменти, включително хлорофил, както и висшите растения.

## Разреди
- Acrosiphoniales
- Bryopsidales
- Chaetophorales
- Chlorococcales
- Chlorosarcinales
- Cladophorales
- Coleochaetales
- Ctenocladales
- Dasycladales
- Klebsormidiales
- Microsporales
- Oedogoniales
- Prasiolales
- Siphonocladales
- Sphaeropleales
- Tetrasporales
- Trentepohliales
- Ulotrichales
- Ulvales
- Volvocales
- Zygnematales